# Місця пізньої античності та середньовіччя у Косові

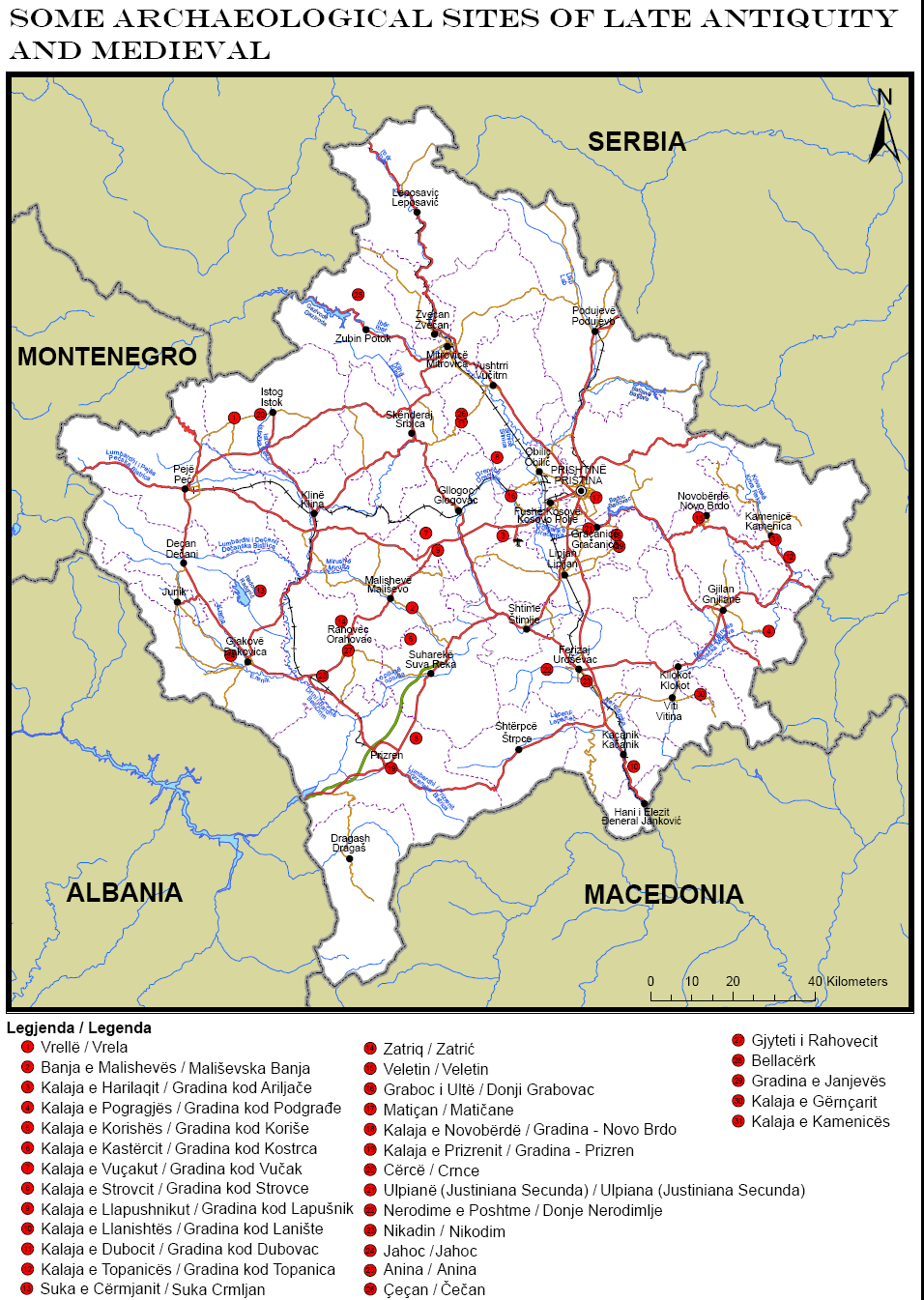
Пам’ятки періоду пізньої античності та середньовіччя в Косові

Пізня античність у Косово  приносить різні  зміни, які відбиваються і зачіпають його, і навіть всю територію Римської імперії.впливають.  Починається за часів Костянтина Великого, який народився в стародавній Дарданії і з запровадженням і поширенням християнства, триває бурхливий період через різні варварські вторгнення, які переслідують імперію в той час, будь то готи, авари, слов'яни і т.д. Косово завжди перебувало в стратегічному положенні, розташовуючись між Сходом і Заходом старого світу, у той час Східною та Західною Римською імперією. З занепадом західної Римської імперії ми бачимо інтригуючий розвиток, коли деякі імператори Риму - іллірійці або дарданці. Юстиніан, Костянтин і Діоклетіан були визначними . Вони приносять щось нове в застарілу систему правління Риму, замінюють столицю Константинополя, що приносить новий сплеск цивілізації та знань.  У той час як у Європі темне століття йде повним ходом, у Косово та на Балканах загалом спостерігається міграція нових людей на його території, і хоча навіть не в умовах миру, там спостерігається період прогресу. Старі знання про класику не втрачаються і не забуваються, починається новий розвиток мистецтва та архітектури. Це ставить Косово в цікаве становище, оскільки воно стає мостом, через який ми бачимо ці різні впливи цивілізації, у той час як ми бачимо вплив романського, візантійського, а пізніше османського стилів життя, філософії, релігії та архітектури. Також, спостерігаємо у цей час будівництво багатьох укріплень для захисту населення від невизначеності завоювань із-за кордону.

Вхід до монастиря Грачаниці.

Нижче ми побачимо деякі поселення та фортеці Косова.  Як приклад візьмемо монастир Грачаниця, який побудований на вершині стародавньої християнської базиліки, продовження стародавнього міста Municipium Ulpiana .

## Поселення

### Врела
Село Врела розташоване приблизно за 7 км на захід від м. Істок . Археологічні розкопки, проведені тут у 2010 р., виявили залишки та фундаменти церкви невеликих розмірів, характерних для ранньохристиянського періоду (4–6 ст. н. е.). Біля церкви, встановлено некрополь, який, швидше за все, пов'язаний із поселенням, розташованим у верхній частині пагорба. Під час озкопок, проведені в церкві, знайшли великий тип могили-склепу, розміром: 2,80 м в довжину, 1,40 м в ширину та 1,40 м у висоту, збудований у формі півкруглу або склепіння.  Тим не менш, склеп/могила була побудована з твердого каміння, і що цікаво, всередині розкопаної могили були виявлені неушкоджені останки чоловіка, поховані за християнськими обрядами.

### Малішевська Баня
Село Малішевська Баня, розташоване на південний схід від міста Малішево, на лівій стороні берега річки Міруша, знайдено археологічний розкоп, відомий за топономією «Trojet e Vjetra». 
У 2005 році на цьому місці були проведені археологічні розкопки, в результаті  було підтверджено ідентифікацію могил, побудованих з кам'яними плитами та дуже багатими могильними речами.  Серед найважливіших знахідок були прикраси з бронзи, такі як каблучки, браслети та намиста, які є символами християнських хрестів. 

### Фортеця Строць
Село Строць відоме завдяки своїм  фортецям на пагорбі Градина, фортеці, яка використовувалася безперервно з доісторії, пізньої античності та раннього середньовіччя . Сліди стін, встановлених у формі каскадів, що схиляються до вершини пагорба, помітні на схилі пагорба «Градина». Навіть зараз помітні сліди фортечних башт і валів, шириною стін до двох метрів. Сліди стін, встановлених у формі каскадів, що схиляються до вершини пагорба, помітні на схилі пагорба Градіна.Судячи з рельєфу місцевості та наявним свідченням, у минулому на цьому місці  знаходився культовий об'єкт, який існував і служив місцевому населенню.

## Виноски
1. ↑   Косово є предметом територіальної суперечки між  Республікою Косово і  Республікою Сербія. Республіка Косово  в односторонньому порядку проголосила незалежність 17 лютого 2008 року, але  Сербія продовжує заявляти, що вона є частиною  власної суверенної території. Два уряди  почали нормалізувати відносини у 2013 році як частина  Брюссельської угоди. Косово було визнано незалежною державою 102 з 193 держав-членів Організації Об'єднаних Націй. 10 держав визнали Косово лише для того, щоб пізніше відкликати своє визнання.